# Tamsin Mather
Tamsin Alice Mather (15 de dezembro de 1976) é uma geóloga britânica, professora de geociência na Universidade de Oxford e fellow do University College, Oxford. Estuda processos vulcânicos e seus impactos sobre o ambiente terrestre e tem aparecido em televisão e rádio.

## Formação
Mather cresceu em Bristol e estudou na Universidade de Cambridge, onde obteve o grau de Master of Science (MSci) em 1999, um grau de Master of Philosophy (MPhil) em 2000 e um grau de Doctor of Philosophy em 2004. Na graduação estudou Natural Sciences Tripos antes de mudar para história e filosofia da ciência para seu MPhil (na mesma classe de MPhil que Helen Macdonald e Katherine Angel). Passou um ano trabalhando no exterior antes de retornar à ciência para seu doutorado, que foi concluído no Departamento de Ciências da Terra e investigou a química de colunas vulcânicas na troposfera. Seu doutorado envolveu trabalhos no Chile, Nicarágua e Itália.

## Carreira e pesquisa
Mather estuda o comportamento vulcânico trabalhando para entender os vulcões como perigos naturais, processos em escala planetária e recursos naturais. É professora de geociências na Universidade de Oxford e fellow do University College, Oxford.
Faz parte do projeto do Centro de Observação e Modelagem de Terremotos, Vulcões e Tectônica (COMET), que é um "centro colaborativo para a compreensão de processos tectônicos e vulcânicos e riscos por meio da aplicação integrada de dados de Observação da Terra, medições baseadas no solo e modelos geofísicos”.

## Prêmios e honrarias
- 2010: Prêmio Philip Leverhulme
- 2018: Prêmio Rosalind Franklin[22]
- 2021: Eleita membro da Academia Europaea (MAE)[23]